# Chiesa di San Fiorentino (Nuvolato)
La chiesa di San Fiorentino è la parrocchiale di Nuvolato, frazione di Quistello, in provincia e diocesi di Mantova

## Storia e descrizione
Fondata attorno all'anno 1082 come un edificio a navata unica, si presenta oggi a tre navate, aggiunte nel XVIII secolo.
L'interno era a croce latina e delle tre absidi originarie, presenti sino al Cinquecento, ne è rimasta solo una, ricoperta da affreschi del XIII-XIV secolo. Nel catino era raffigurato il Cristo Pantocratore; attorno sono presenti i simboli degli evangelisti; sotto, la Madonna col Bambino, sant’Anna e san Fiorentino martire a cavallo e cinque compagni di martirio, tra i quali il vescovo Antidio di Besançon, San Vincenzo, Sant'Ilario e San Gottardo.
Una seconda Madonna col Bambino compare sotto l'arco del transetto, col Bambino che tiene in mano un passerotto. Un ultimo affresco si trova sull'arco di sinistra del transetto: una scritta che, tradotta dal latino in italiano, dice: “La Trinità è evidente nelle Scritture, è mostrata nelle figure, si reincontra nelle creature”.
Gli affreschi dell'abside sono stati scoperti nel 1925 dallo scultore locale Giuseppe Gorni (1894-1975), che donò alla chiesa una Pietà in bronzo.